# 野蒜村
野蒜村（のびるむら）は、かつて宮城県桃生郡南西部にあった村。現在の東松島市野蒜・浅井・大塚および新東名にあたる。

## 地理
- 河川：鳴瀬川

## 沿革
- 1889年（明治22年）4月1日 - 町村制施行にともない、桃生郡浅井村・野蒜村・大塚浜の区域をもって成立。
- 1955年（昭和30年）5月3日 - 小野村・宮戸村と新設合併し、鳴瀬町となる。同日野蒜村廃止。

## 行政

### 首長
- 歴代村長

| 代     | 氏名       | 就任                      | 退任                      | 備考 |
| ------ | ---------- | ------------------------- | ------------------------- | ---- |
| 1      | 尾形喜三郎 | 不詳                      | 不詳                      |      |
| 2      | 後藤子之吉 | 不詳                      | 不詳                      |      |
| 3      | 後藤亀之丞 | 明治34年（1901年）5月28日 | 明治36年（1903年）3月14日 |      |
| 4      | 尾形儀蔵   | 明治36年（1903年）4月4日  | 明治40年（1907年）3月27日 |      |
| 5      | 尾形忠太郎 | 明治40年（1907年）5月13日 | 明治44年（1911年）5月8日  |      |
| 6〜8   | 後藤亀之丞 | 明治44年（1911年）5月20日 | 大正12年（1923年）7月17日 | 再任 |
| 9      | 尾形正之進 | 大正13年（1924年）4月9日  | 昭和3年（1928年）4月8日   |      |
| 10     | 尾形稲秀   | 昭和3年（1928年）4月9日   | 昭和7年（1932年）4月8日   |      |
| 11     | 菊地官三郎 | 昭和7年（1932年）4月14日  | 昭和11年（1936年）4月13日 |      |
| 12〜14 | 尾形稲秀   | 昭和11年（1936年）7月25日 | 昭和21年（1946年）12月3日 | 再任 |
| 15     | 尾形正之進 | 昭和22年（1946年）4月15日 | 昭和26年（1951年）4月14日 | 再任 |
| 16     | 鈴木長松   | 昭和26年（1951年）4月30日 | 昭和30年（1955年）5月2日  |      |

## 交通

### 鉄道
- 日本国有鉄道
  - 仙石線：陸前大塚駅 - 東名駅 - 野蒜駅